# Pseudostatisches RAM

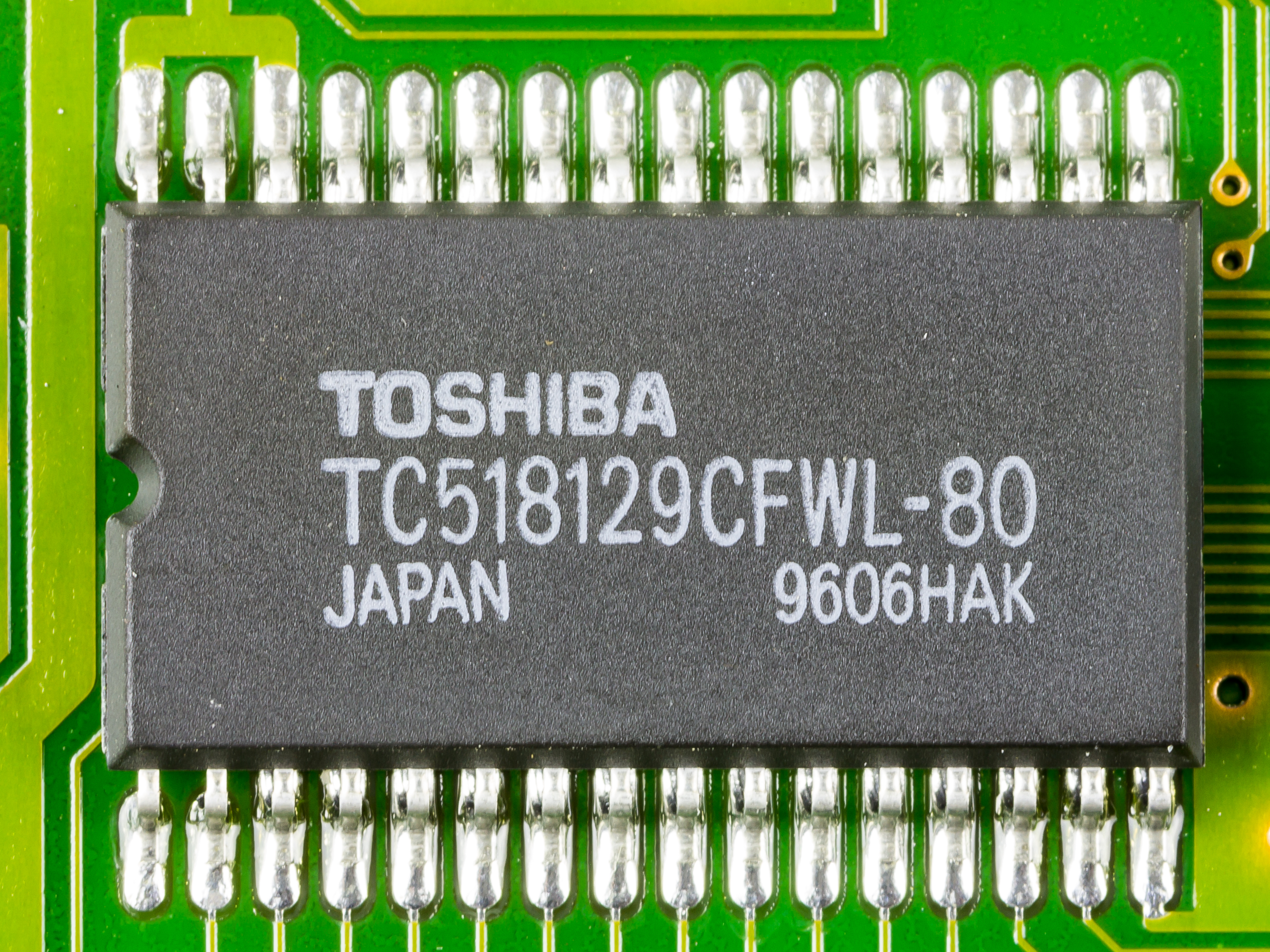
1 Mbit pseudostatisches RAM-Baustein, Typ
TC518129CFWL-80, von Toshiba

Pseudostatisches RAM (PSRAM) bezeichnet einen Typ von Speicherbausteinen für Computer. Sein Inhalt ist flüchtig (volatil), das heißt, die gespeicherte Information geht bei Abschaltung der Betriebsspannung verloren.
Ein PSRAM besteht aus einem DRAM mit eingebauter Steuerschaltung für das nötige Auffrischen der Speicherzellen und einer Schaltung zur Umsetzung der SRAM-Schnittstelle auf eine DRAM-Schnittstelle. Dadurch vereinigt es die Vorteile des geringen Flächenbedarfs des DRAMs mit der relativ einfachen Ansteuerung eines SRAMs.
Produktnamen für den PSRAM sind je nach Hersteller CellularRAM (Micron Technology), 1T-SRAM (MoSys) und PSiRAM  (Tezzaron Semiconductor, 2003).